# Plouégat-Moysan
Plouégat-Moysan è un comune francese di 651 abitanti situato nel dipartimento del Finistère nella regione della Bretagna.

## Società

### Evoluzione demografica
Abitanti censiti